# José Maria Rita de Castelo Branco
José Maria Rita de Castelo Branco Correia da Cunha Vasconcelos e Sousa, 1.er conde de Figueira (Salvaterra de Magos, 5 de febrero de 1788 - Lisboa, 16 de marzo de 1872) fue un militar portugués. Fue Capitán General de la Capitanía General de San Pedro del Río Grande del Sur.
Era hijo del 1.er marqués de Belas, José Luís de Vasconcelos e Sousa y de la marquesa Maria Rita de Castelo Branco Correia e Cunha.
El conde de Figueira sirvió como encargado del orden y custodia de los actos de aclamación de Juan VI de Portugal a su ascenso al poder. Por sus acciones, en 1810 Juan VI le dio el título de conde. Luego ejerció el cargo de capitán general de la Capitanía General de San Pedro del Río Grande del Sur en Brasil desde julio de 1818 hasta septiembre de 1820. Participó en la última parte de la invasión luso-brasileña contra José Artigas y terminó derrotando a las tropas de éste en la batalla de Tacuarembó el 22 de enero de 1820.